# 郵便電信電話
郵便電信電話（ゆうびんでんしんでんわ、英語: Post, Telegraph and Telephone、フランス語: Poste, téléphone et télécommunications）とは、郵便・電信・電話またはPTT（ピーティーティー）などとも称して、伝統的な郵便業務に電信業務（電話・電報）が加わって、多くの国では政府機関またはそれに属する事業として行われた事業体を指す。その後は、国により民営化または半民営化されてきた。
日本では、逓信省または旧郵政省がそのような事業体に相当し、その後はいくつかの段階を経て、日本郵便（Japan Post）、日本電信電話（NTT、Nippon Telephone & Telegraph）などに民営化されて、私企業もそうした分野の事業に参加するようにして競争をうながしている。